# Омельяненко, Артём Александрович
Артём Александрович Омельяненко (25 июня 1999, с. Никольское, Амурская область, Россия — 25 января 2024, Украина) — российский военнослужащий, лейтенант. Герой Российской Федерации (2024, посмертно).

## Биография
Родился и вырос в селе Никольское Амурской области в семье матери Анны и отца Александра.
С детства интересовался Великой Отечественной войной, солдатами и их подвигами. После срочной службы поступил в Дальневосточное высшее общевойсковое командное училище, которое окончил с отличием. В августе 2023 года был направлен на войну с Украиной на Угледарское направление. Там являлся командиром штурмового взвода десантно-штурмовой роты 155-й гвардейской бригады морской пехоты Тихоокеанского флота.
25 января 2024 года погиб при захвате села Новомихайловка в Донецкой области Украины.

## Звания и награды
- Герой Российской Федерации (2024, посмертно).